# Rätsel einer Nacht
Rätsel einer Nacht ist ein deutscher Stummfilm aus dem Jahre 1927 von und mit Harry Piel. Die weibliche Hauptrolle spielte seine damalige Ehefrau Dary Holm.

## Handlung
Das Rätsel einer Nacht findet auf einem Spukschloss der Comtesse Elga Almen statt. Hier versammeln sich zu mitternächtlicher Stunde bei Blitz und Donner allerlei lichtscheues Gesindel, darunter auch einige entsprungene Insassen eines Irrenhauses, die dem Leiter der Nervenheilanstalt, Prof. Bieler, entfleucht sind, und eine ganze Räuberbande. Bald ergreifen die furchtsamen Schlossbewohner angesichts gruseliger Vorkommnisse die Flucht. Doch der nonchalante und wieselflinke Sportmann Harry Debus, ein wahrer Tausendsassa, der sich ebenfalls in dem schaurigen Gemäuer eingefunden hat und vorübergehend erst in die Fänge der Bande und dann auch noch in die der schönen Schlossherrin gerät, kann dem Treiben der finsteren Gesellen schließlich Einhalt gebieten. 

## Produktionsnotizen
Rätsel einer Nacht entstand im August und September in den Filmstudios von Staaken bei Berlin. Der Film passierte die Zensur am 7. Oktober 1927 und wurde sechs Tage darauf in Berlins Alhambra-Kino uraufgeführt. Der mit Jugendverbot belegte Zehnakter besaß eine Länge von 2652 Metern. In Österreich lief der Film auch unter dem Titel Der Spuk auf Schloß X an.
Willi A. Herrmann gestaltete die Filmbauten.

## Kritik
Das Neue Wiener Journal meinte, dies sei „ein durch seine neuartigen Sensationen besonders bemerkenswerter Film“ und versprach: „Die große Harry-Piel-Gemeinde wird Gelegenheit haben, Harry Piel in diesem Film von einer ganz neuen Seite kennen zu lernen.“
Im Allgemeinen Tiroler Anzeiger war zu lesen: „… das alles ist flott und amüsant erzählt. Der Film hält Tempo … die Ereignisse jagen einander und entziehen sich so mit Glück einer eingehenderen Prüfung. Unnötig zu erwähnen, daß Harry Piel den Helden mit all seiner bekannten Gewandtheit und Schneidigkeit und viel Humor ausstattet. Die Photographie steht auf achtbarer Höhe, sehr fein und originell die spukhaften Schattenspiele im Schloß.“
Die Salzburger Wacht konstatierte: „Piel ist da ganz in seinem Element. Er klettert, springt, kämpft, ringt, reitet um die Wette.“